# Pilgramgasse (metropolitana di Vienna)
Pilgramgasse è una stazione della linea U4 della metropolitana di Vienna situata nel 5º distretto. 

## Descrizione
La stazione si trova in una trincea parallela al fiume Vienna tra Ramperstorffergasse e Pilgramgasse e ha due binari paralleli con accesso da banchine laterali.
Sul lato nord c'è l'edificio di ingresso progettato da Otto Wagner, mentre sul lato sud c'è l'altro edificio di ingresso, realizzato nel 1996 in stile moderno, attualmente chiuso a causa della costruzione della stazione per il nuovo percorso della linea U2.
L'area verde dietro la stazione è stata denominata Rosa-Janku-Park nel 2017, in onore della combattente della resistenza Rosa Janku (1882-1944).

## Storia
La stazione fu realizzata in origine dalla Commissione per le strutture di trasporto di Vienna come fermata della linea Unter Wiental della ferrovia urbana a vapore (Stadtbahn). Prima dell'assegnazione del nome attuale, nei primi progetti era denominata Pilgrambrücke. La costruzione fu completata nel novembre 1897 e la fermata entrò in servizio il 30 luglio 1899. La stazione di Pilgramgasse fu chiusa l'8 dicembre 1918 e riaperta il 7 settembre 1925 come parte della nuova Stadtbahn elettrificata di Vienna. Fino agli settanta, la stazione era servita dalla linea WD (Wiental-Donaukanal). È stata poi riconvertita per l'esercizio della metropolitana, iniziato il 27 ottobre 1980. 
La parte interrata della stazione è stata ampiamente ristrutturata nel 2019 nell'ambito del progetto NEU4 In concomitanza, sono iniziati anche i lavori di preparazione per la futura stazione Pilgramgasse della linea U2. Per questi lavori, la stazione è rimasta chiusa dal 3 febbraio 2019 al 30 gennaio 2020.

## Progetto di interscambio U2/U5
Il completamento della nuova stazione sotterranea della linea U2 è previsto per il 2028 e rientra nel progetto generale dello scambio di percorso tra l'attuale linea U2 e la futura linea U5. I binari si troveranno a 30 metri di profondità, sotto i binari della U4 e il fiume Vienna. L'edificio della stazione Otto Wagner, classificato come monumento di interesse artistico, non verrà toccato e sarà collegato direttamente ai binari della U4. I binari della linea U2 saranno accessibili tramite nuovi ascensori che saranno realizzati accanto all'edificio della stazione. L'attuale ingresso sud sarà ampiamente ristrutturato e consentirà l'accesso a entrambe le linee. Sono previsti nuovi ingressi alla U2 anche nella Hofmühlgasse, nel 6º distretto Mariahilf, per la cui costruzione è stato necessario demolire un edificio residenziale.
La nuova stazione Pilgramgasse della linea U2 si collocherà tra le fermate Neubaugasse e Reinprechtsdorfer Straße.

## Ingressi
- Pilgramgasse
- Ramperstorffergasse